# Ryuta Koike
Ryuta Koike (小池 龍太 Koike Ryūta?, Hachiōji, Tokio, 29 de agosto de 1995) es un futbolista japonés que juega como defensa en el Kashima Antlers de la J1 League.

## Trayectoria

### Clubes
| Club                   | País    | Año       |
| ---------------------- | ------- | --------- |
| Renofa Yamaguchi F. C. | Japón   | 2014-2016 |
| Kashiwa Reysol         | Japón   | 2017-2019 |
| K. S. C. Lokeren       | Bélgica | 2019-2020 |
| Yokohama F. Marinos    | Japón   | 2020-2024 |
| Kashima Antlers        | Japón   | 2025-     |

## Palmarés

### Títulos nacionales
| Título             | Club                | País  | Año  |
| ------------------ | ------------------- | ----- | ---- |
| J1 League          | Yokohama F. Marinos | Japón | 2022 |
| Supercopa de Japón | Yokohama F. Marinos | Japón | 2023 |

### Títulos internacionales
| Título                                | Club (*)           | País  | Año  |
| ------------------------------------- | ------------------ | ----- | ---- |
| Campeonato de Fútbol de Asia Oriental | Selección de Japón | Japón | 2022 |

(*) Incluyendo la selección.